# Trzebuń (jezioro)
Trzebuń – jezioro w woj. zachodniopomorskim, w pow. choszczeńskim, w gminie Drawno, leżące na terenie Równiny Drawskiej.
Powierzchnia zwierciadła wody według różnych źródeł wynosi od 129,0 ha do 136,2 ha.
Zwierciadło wody położone jest na wysokości 80,9 m n.p.m. Średnia głębokość jeziora wynosi 9,2 m, natomiast głębokość maksymalna 20,0 m.
Dopływ wody do jeziora zapewniony jest głównie kanałem z Jeziora Pańskiego. Z jeziora wypływa niewielka rzeka Trzebuńka stanowiąca bezpośredni dopływ pobliskiej rzeki Drawy. Na południe od jeziora przebiega droga krajowa nr 10, a także linia kolejowa Stargard – Piła.
Na północnym brzegu jeziora z we wsi Jaworze znajdował się Wojskowy Dom Wypoczynkowy „Wilga”, w którym internowano opozycjonistów w czasie stanu wojennego.
Nazwę Trzebuń wprowadzono urzędowo w 1949 roku, zastępując poprzednią niemiecką nazwę Trabun See.